# Порт-Луї
Порт-Луї́  (фр. Port-Louis [pɔʁ lwi] ( прослухати); маврик. креол. Polwi або Porlwi [poːlwi]) — (засноване в 1575) — найбільше місто, основний порт і столиця Маврикію. Місто лежить на північно-західному узбережжі острова Маврикій, між Індійським океаном і горами Мока. Над містом здіймається одна з найвищих гір Маврикія — Пітер-Бот (820 метрів над рівнем моря). Перш, ніж з'явилися сучасні засоби навігації лоцмани використовували цю гору як орієнтир для проходу в гавань між рифами.

## Історія
Місто засновано французами близько 1735 року, як зупинка для їх суден, що пливли навколо Мису Доброї надії до Індії, і названо на честь короля Людовика XV. Занепад міста починається 1869 року з відкриттям коротшого шляху з Європи до Індії — побудовою Суецького каналу.
Порт-Луї швидко став одним з найважливіших портів у Індійському океані, а після здобуття незалежності Маврикієм — столицею країни.

## Клімат
Клімат в Порт-Луї тропічний морський. Оскільки Маврикій лежить на шляху тропічних циклонів, то практично щороку в лютому — березні Порт-Луї потерпає через черговий циклон. Один з найсильніших циклонів було зареєстровано 1892 року. Швидкість вітру в епіцентрі циклону перевищувала 200 км/год. Циклон викликав значні руйнування і людські жертви. Кораблі, що стояли в гавані Порт-Луї або викинуло на берег, або було сильно пошкоджено.
| Клімат Порт-Луї                                          | Клімат Порт-Луї | Клімат Порт-Луї | Клімат Порт-Луї | Клімат Порт-Луї | Клімат Порт-Луї | Клімат Порт-Луї | Клімат Порт-Луї | Клімат Порт-Луї | Клімат Порт-Луї | Клімат Порт-Луї | Клімат Порт-Луї | Клімат Порт-Луї | Клімат Порт-Луї |
| Показник                                                 | Січ.            | Лют.            | Бер.            | Квіт.           | Трав.           | Черв.           | Лип.            | Серп.           | Вер.            | Жовт.           | Лист.           | Груд.           | Рік             |
| Абсолютний максимум, °C                                  | 35              | 33              | 32              | 31              | 29              | 28              | 27              | 27              | 28              | 31              | 33              | 35              | 35              |
| Середній максимум, °C                                    | 31,5            | 31,4            | 31,5            | 30,7            | 29,3            | 27,6            | 26,7            | 26,8            | 27,7            | 28,8            | 30,2            | 31,1            | 29,4            |
| Середній мінімум, °C                                     | 24,1            | 24,0            | 23,8            | 23,0            | 21,5            | 19,9            | 19,3            | 19,1            | 19,4            | 20,4            | 21,8            | 23,2            | 21,6            |
| Абсолютний мінімум, °C                                   | 17              | 18              | 17              | 14              | 13              | 11              | 11              | 10              | 11              | 13              | 14              | 17              | 10              |
| Середня кількість сонячних годин на місяць               | 248             | 226             | 217             | 240             | 248             | 210             | 217             | 217             | 240             | 279             | 270             | 279             | 2891            |
| Норма опадів, мм                                         | 131             | 160             | 83              | 87              | 48              | 24              | 18              | 19              | 17              | 15              | 24              | 85              | 711             |
| Днів з опадами                                           | 9               | 10              | 8               | 7               | 6               | 4               | 4               | 5               | 3               | 3               | 3               | 6               | 68              |
| -------------------------------------------------------- | --------------- | --------------- | --------------- | --------------- | --------------- | --------------- | --------------- | --------------- | --------------- | --------------- | --------------- | --------------- | --------------- |
| Джерело: World Meteorological Organization.. BBC Weather |                 |                 |                 |                 |                 |                 |                 |                 |                 |                 |                 |                 |                 |

## Населення
Населення 148,0 тис. осіб (дані 2012 року). Основне населення міста — індуси (75 %), яких завезли сюди для роботи на плантаціях, а також креоли, китайці, європейці.

## Економіка
У місті розвинені галузі виробництва цукру, масла, акумуляторів, тощо.

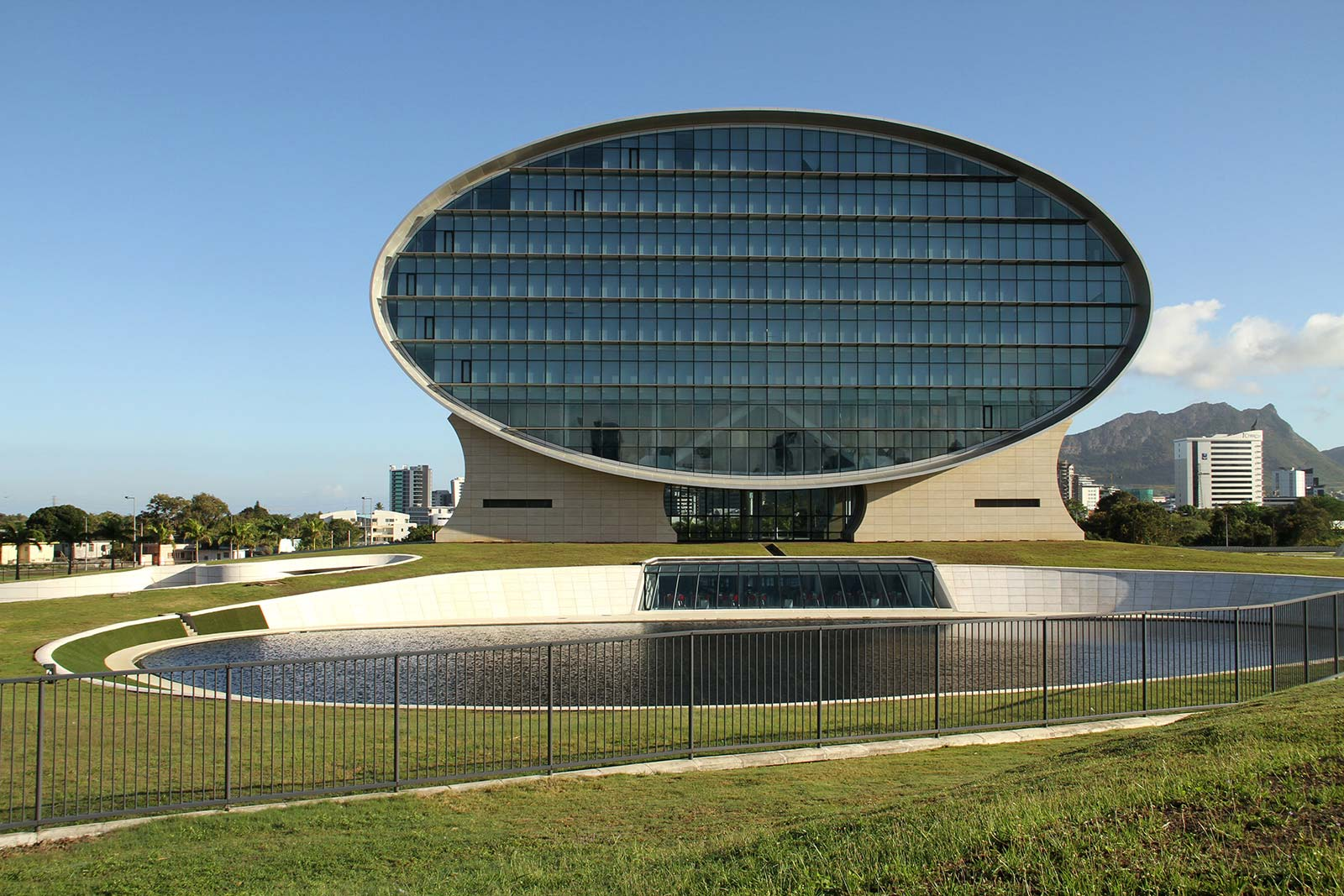
Маврикійський комерційний банк
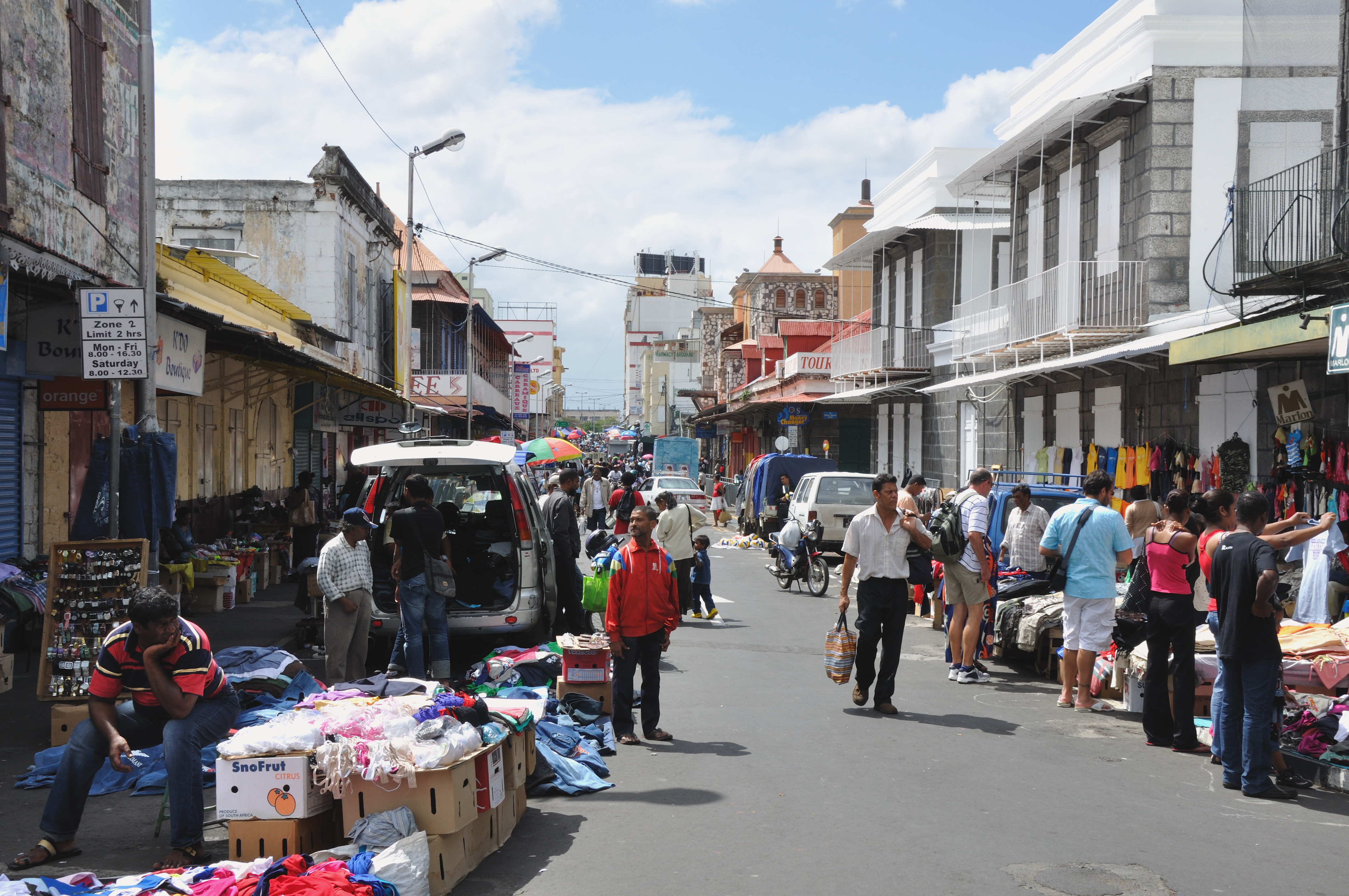
Один із базарів

## Транспорт

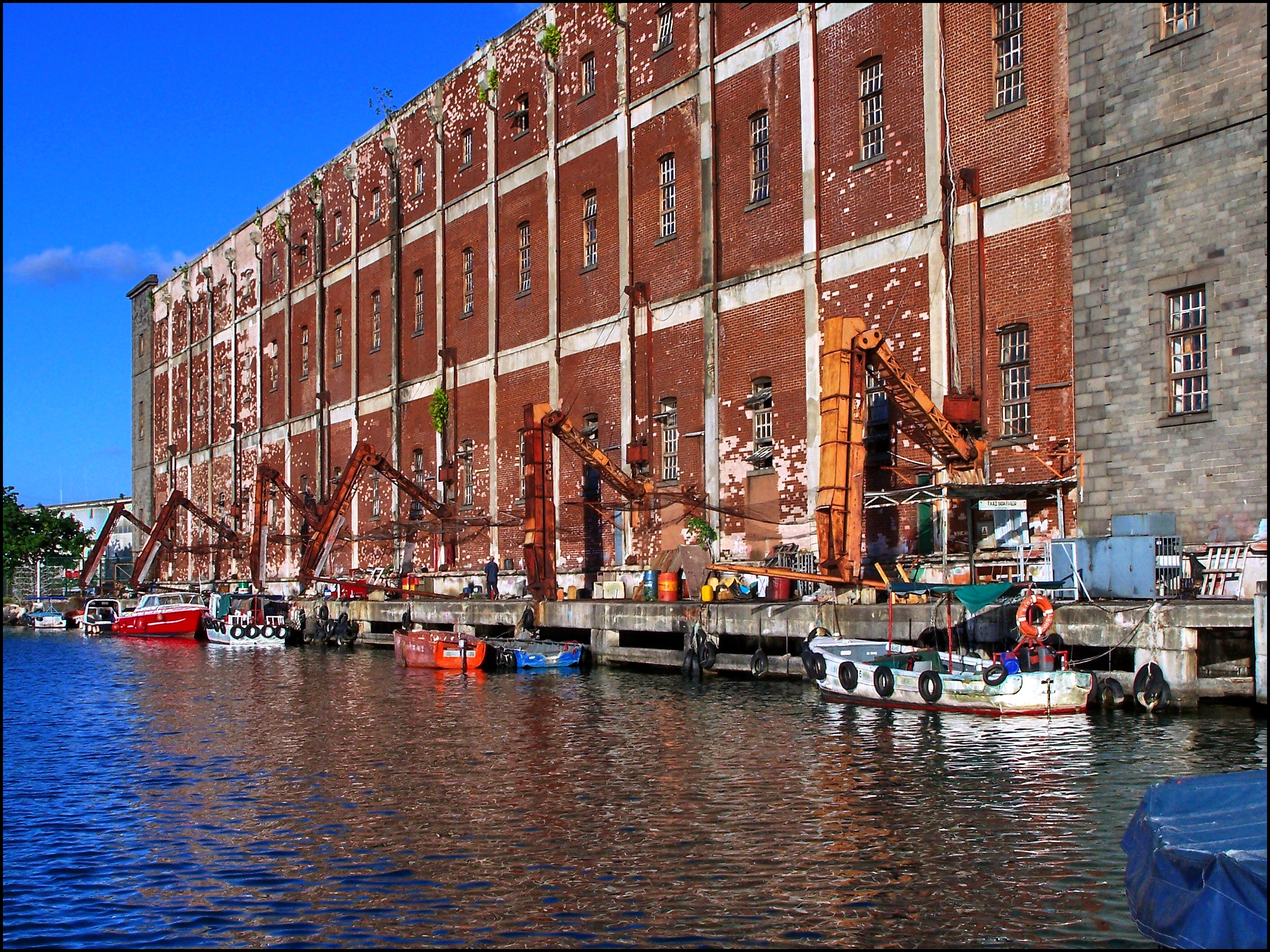
Порт
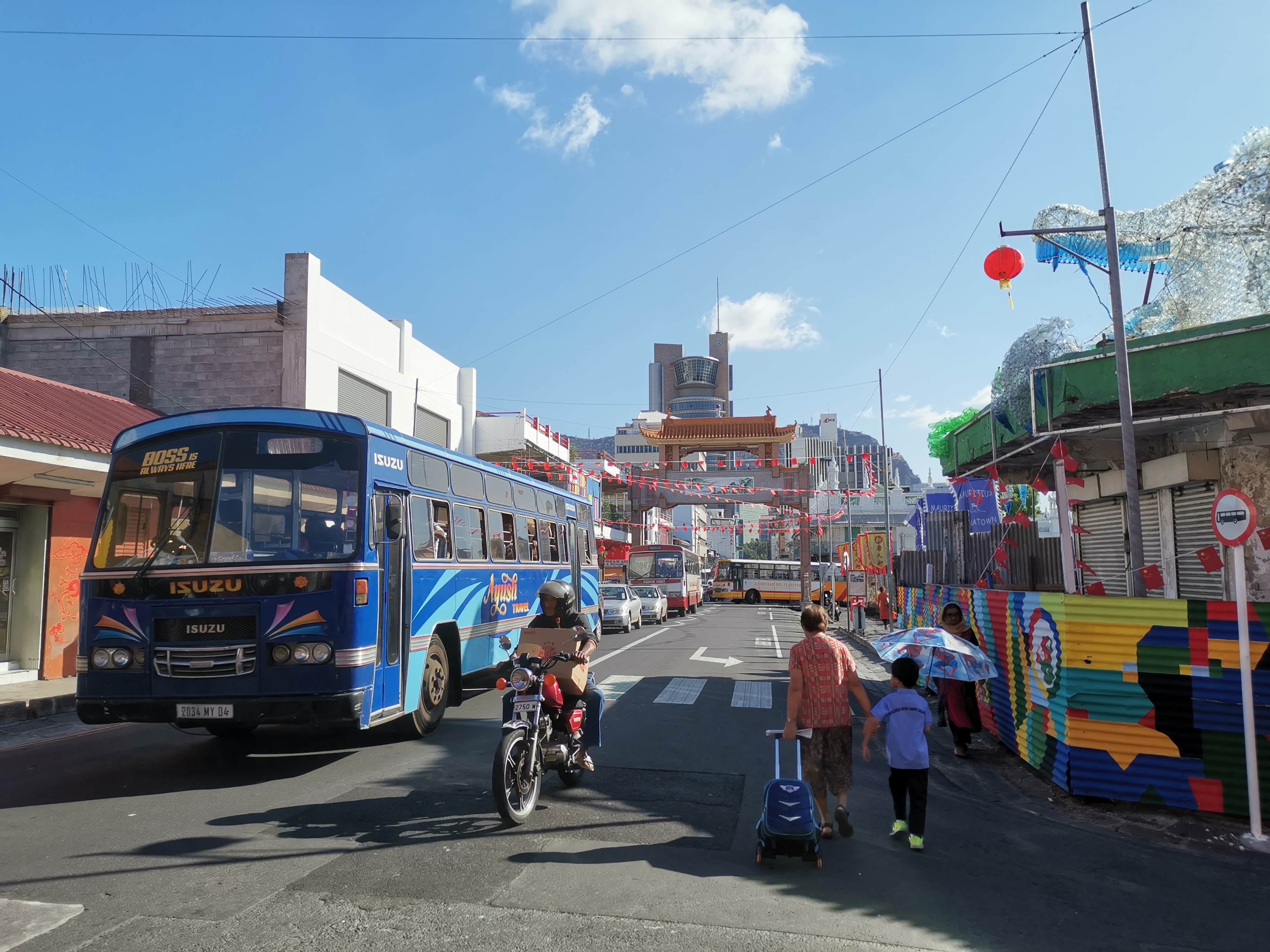
Транспорт
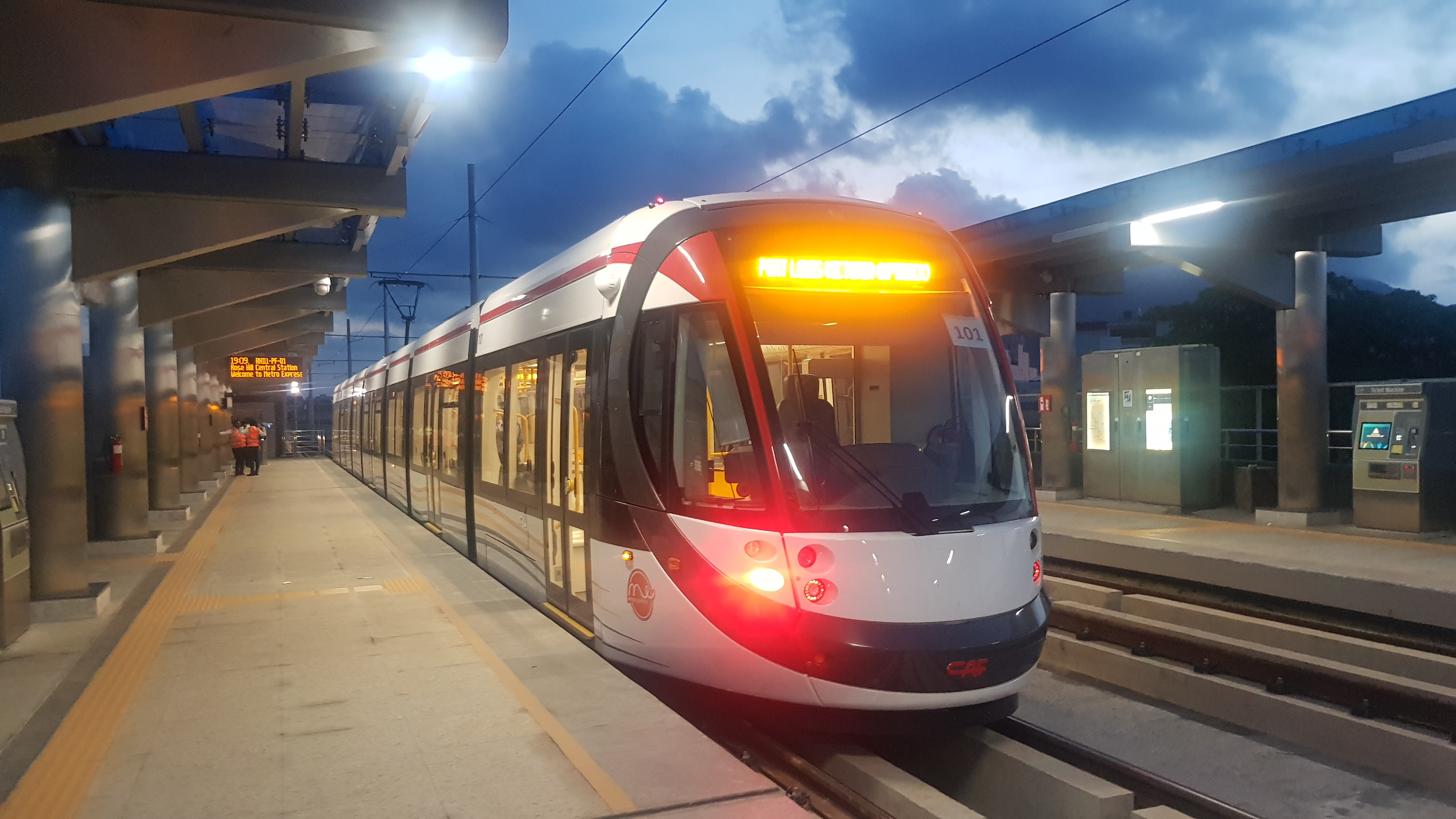
Metro Express

## Архітектура
Архітектура міста поєднує риси усіх минулих епох, культурні риси всіх націй, що розбудовували місто: арабські, голландські, французькі, китайські, індійські. Багато архітектурних пам'яток не дійшло до наших часів через руйнівні циклони, пожежі, швидке гниття деревини в тропічному кліматі. Планування міста прив'язане до двох центральних перпендикулярних вулиць — Інтенданс-стріт (із продовженням Жюль-Кьоніг-стріт) і Поуп-Хонессі-стріт, що проходять через центральну площу Пляс-д'Арм. На центральній площі міста встановлено пам'ятник французькому губернатору Бернару Франсуа Мае де ля Бурдоне (1699—1753). Поруч із резиденцією маврикійського уряду встановлено пам'ятник англійській королеві Вікторії. У 1822 році в місті побудували найбільший в західній акваторії Індійського океану Міський театр. Центральними соборами міста є: католицький — Святого Людовика, англіканський — Святого Якова. Поблизу китайського кварталу зведено мечеть Джумма. Марсове поле — іподром міста створений на місці колишнього полігону французького гарнізону. На пагорбі Пті-Монтань залишки форту Аделаїда, його названо на честь дружини Вільгельма IV Гановерського. Західна частина морської набережної міста, Кодан (англ. Caudan Waterfront) — центр туристичних розваг.

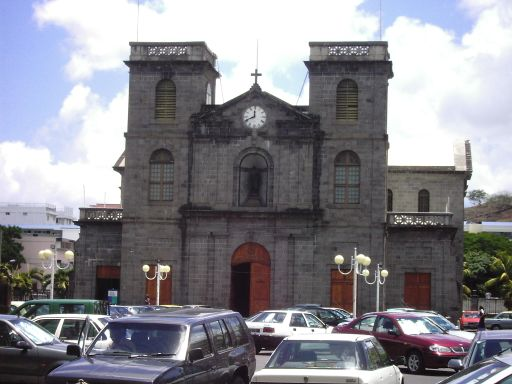
Собор Святого Людовика
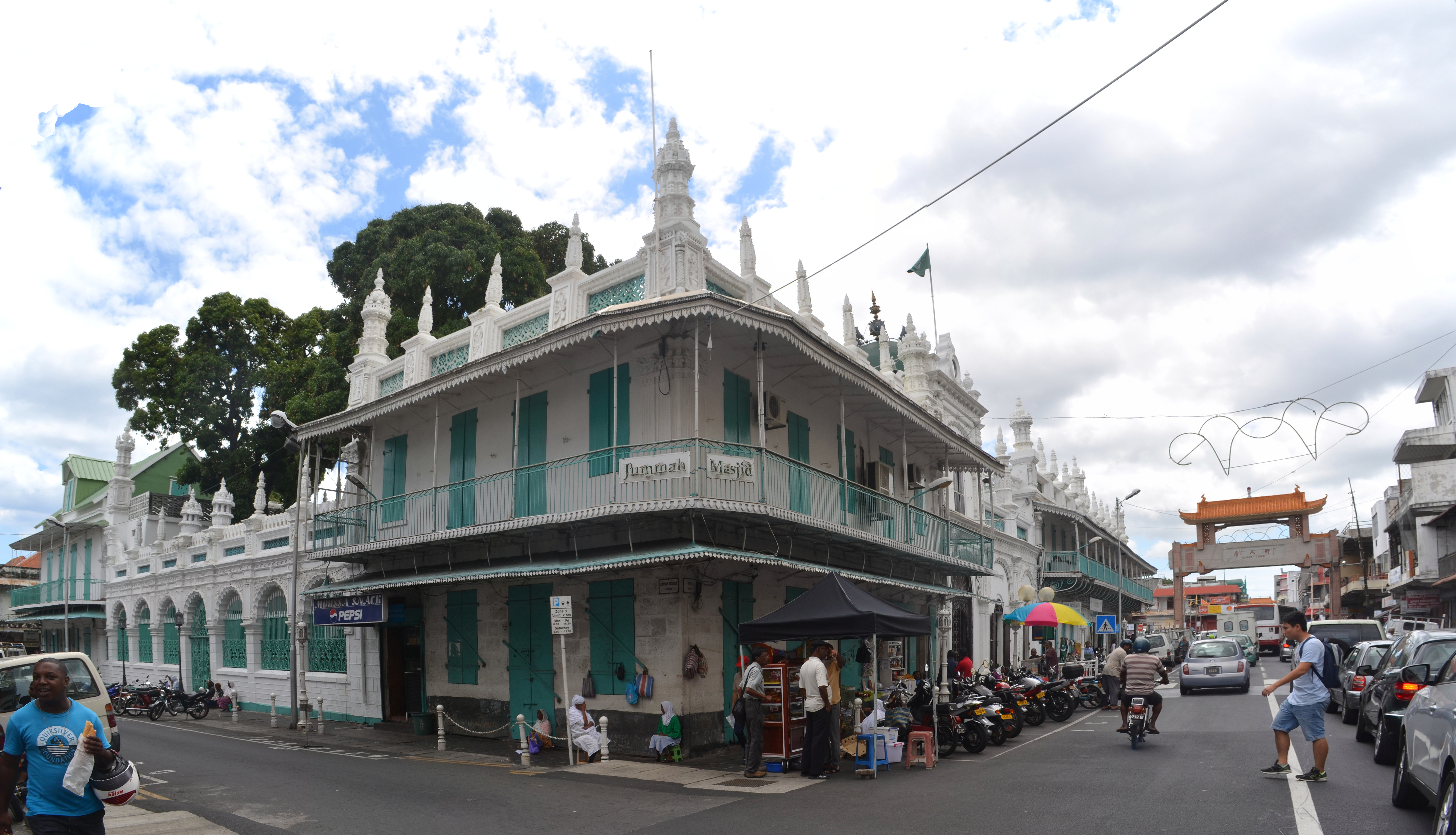
Мечеть Джумма Масджід

## Музеї
Навпроти будівлі маврикійського уряду у 1884 році було відкрито Музей природничих наук. У західній частині набережної міста, районі Кодан у 2001 році відкрито філателістичний Музей Блакитного Маврикію (англ. Blue Penny Museum) в якому зберігаються рідкісні поштові марки: одна з чотирьох негашених Блакитних Маврикіїв (англ. Blue Penny) і одна з чотирьох негашених Помаранчевих Маврикіїв (англ. Red Penny).

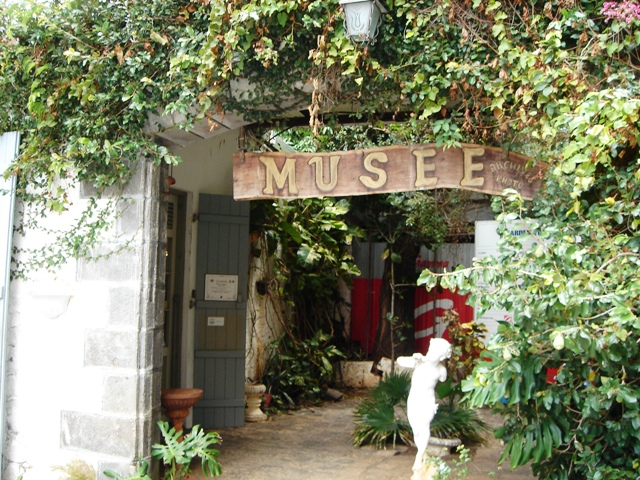
Музей фотографії
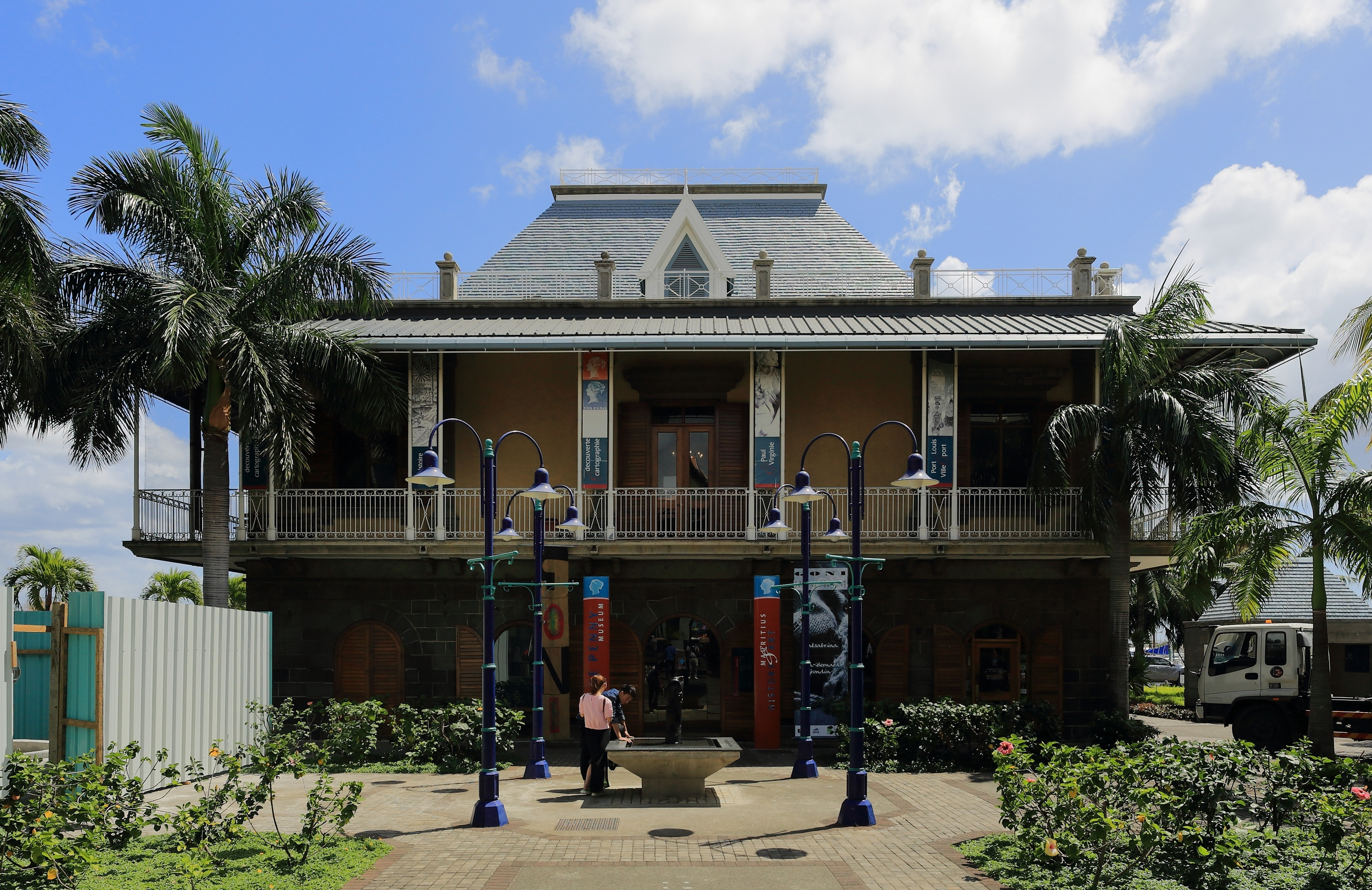
Музей Блакитного Маврикію
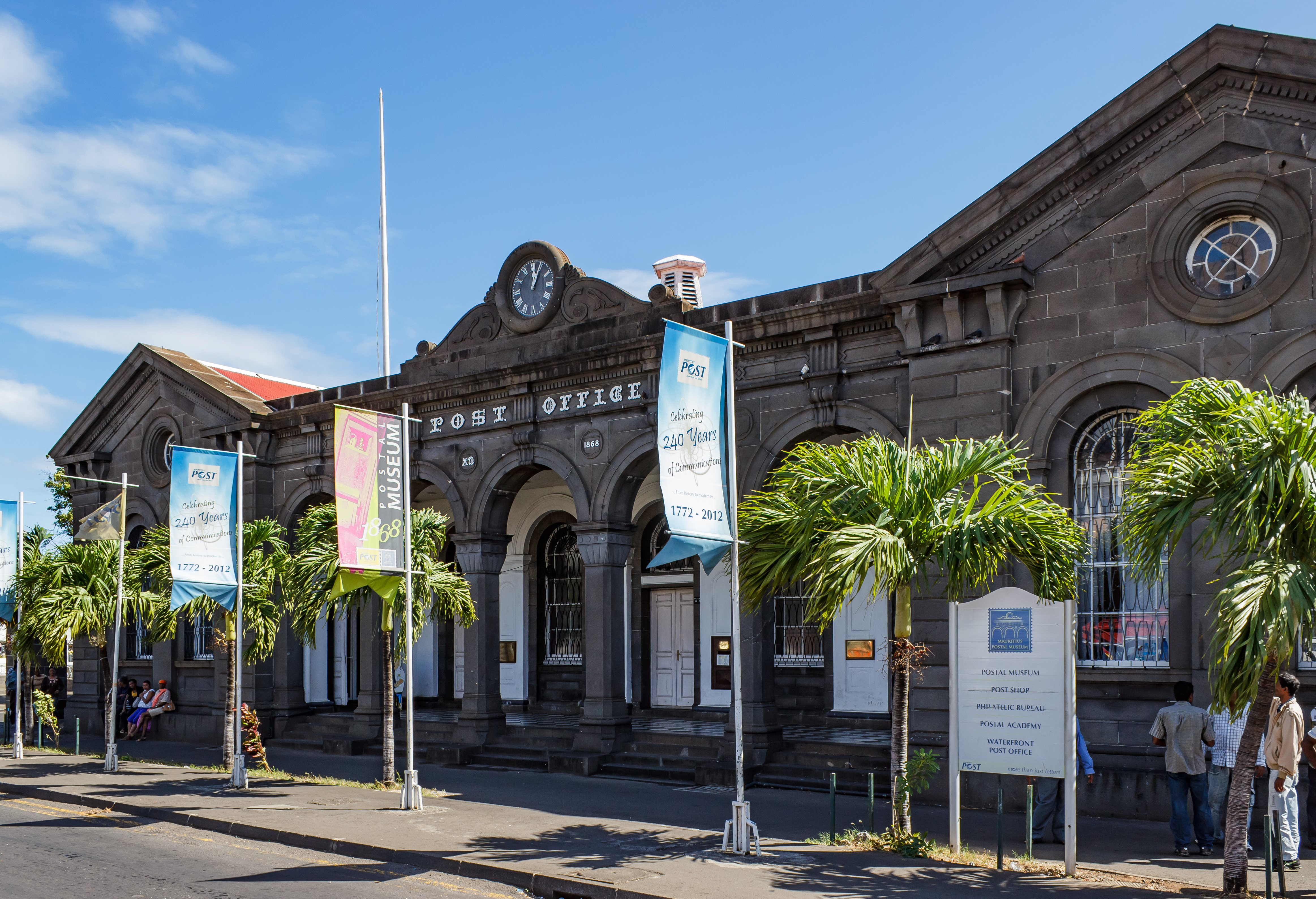
Поштовий музей
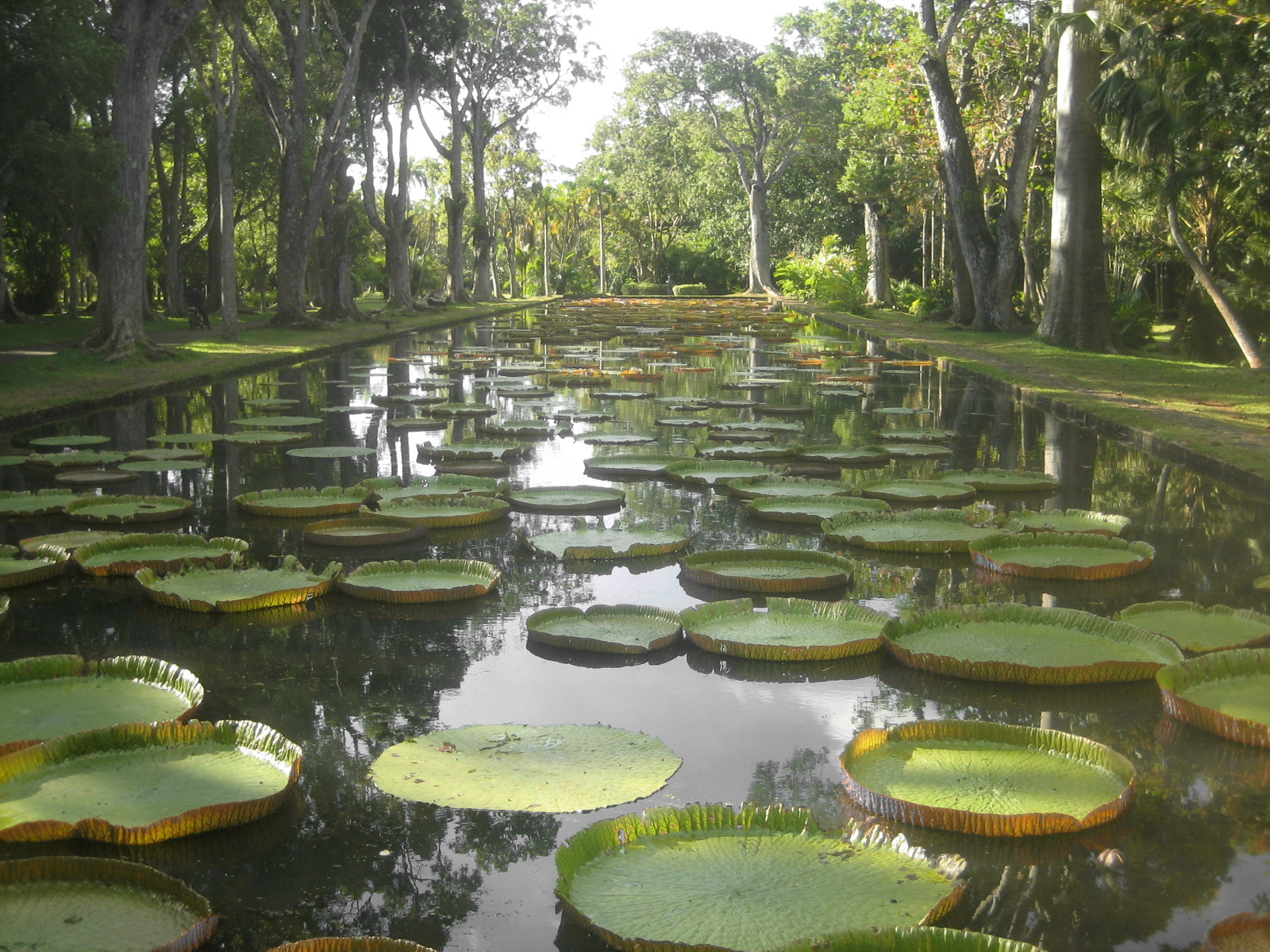
Ботанічний сад Памплемус

За 10 км від міста, біля резиденції генерал-губернатора в Редюї, знаходиться ботанічний сад Памплемус, заснований 1770 року французьким ботаніком П'єром Пуавром, і знаний своєю колекцією екзотичних рослин.

## Міста-побратими
- Ахмадабад, Індія
- Квебек, Канада
- Сен-Мало, Франція

## Галерея

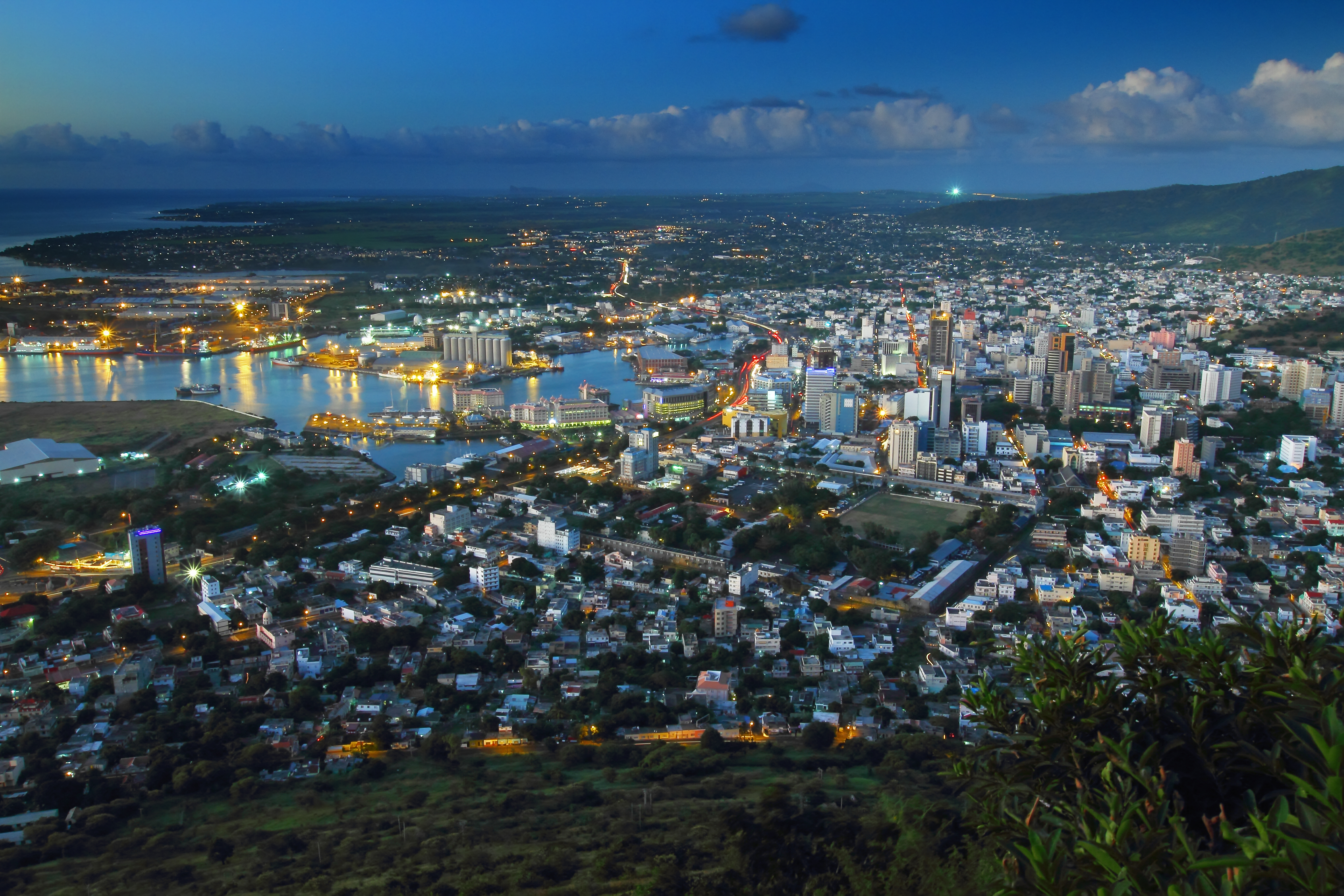
Порт-Луї ввечері
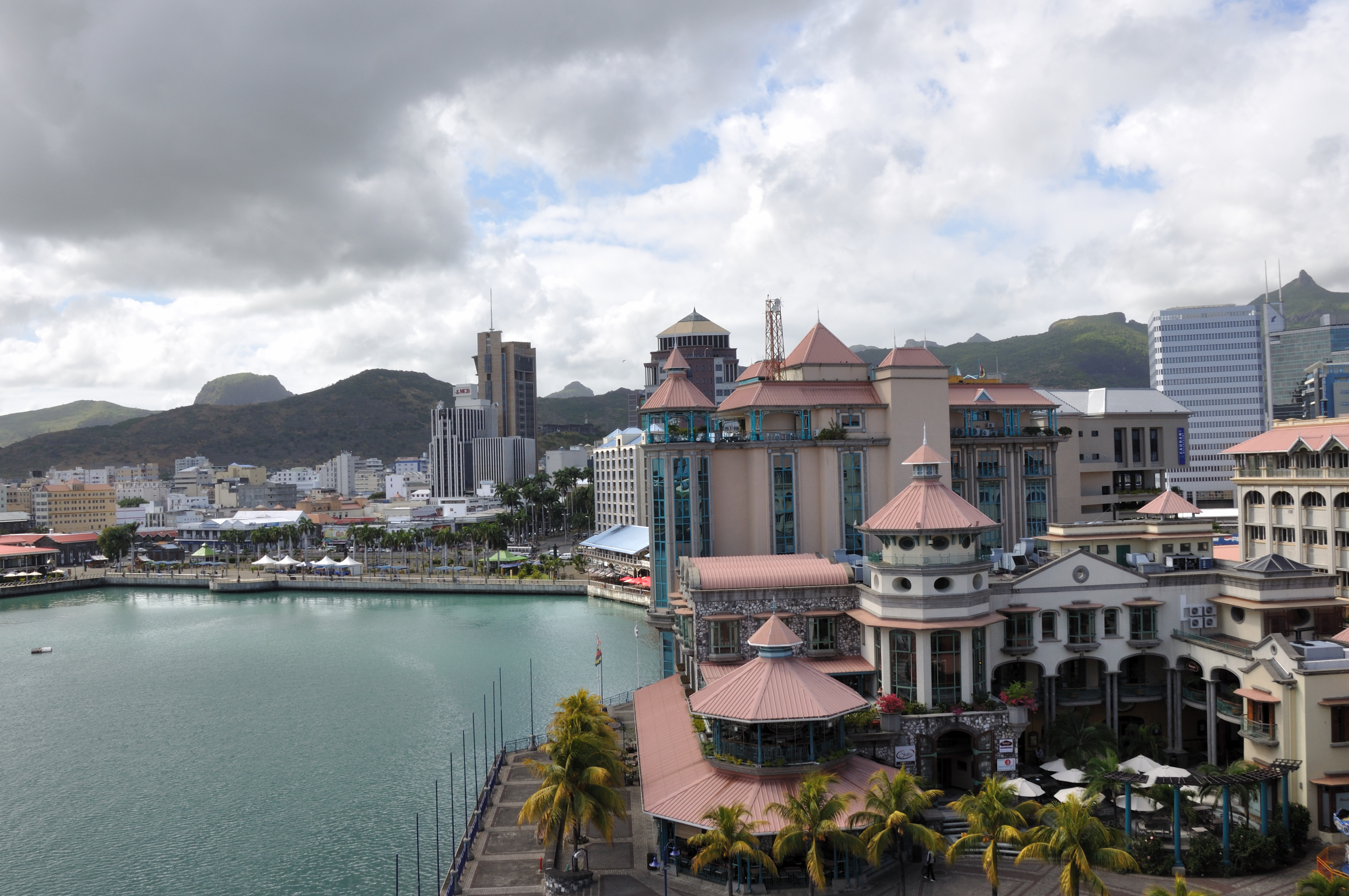
Вид на центр міста
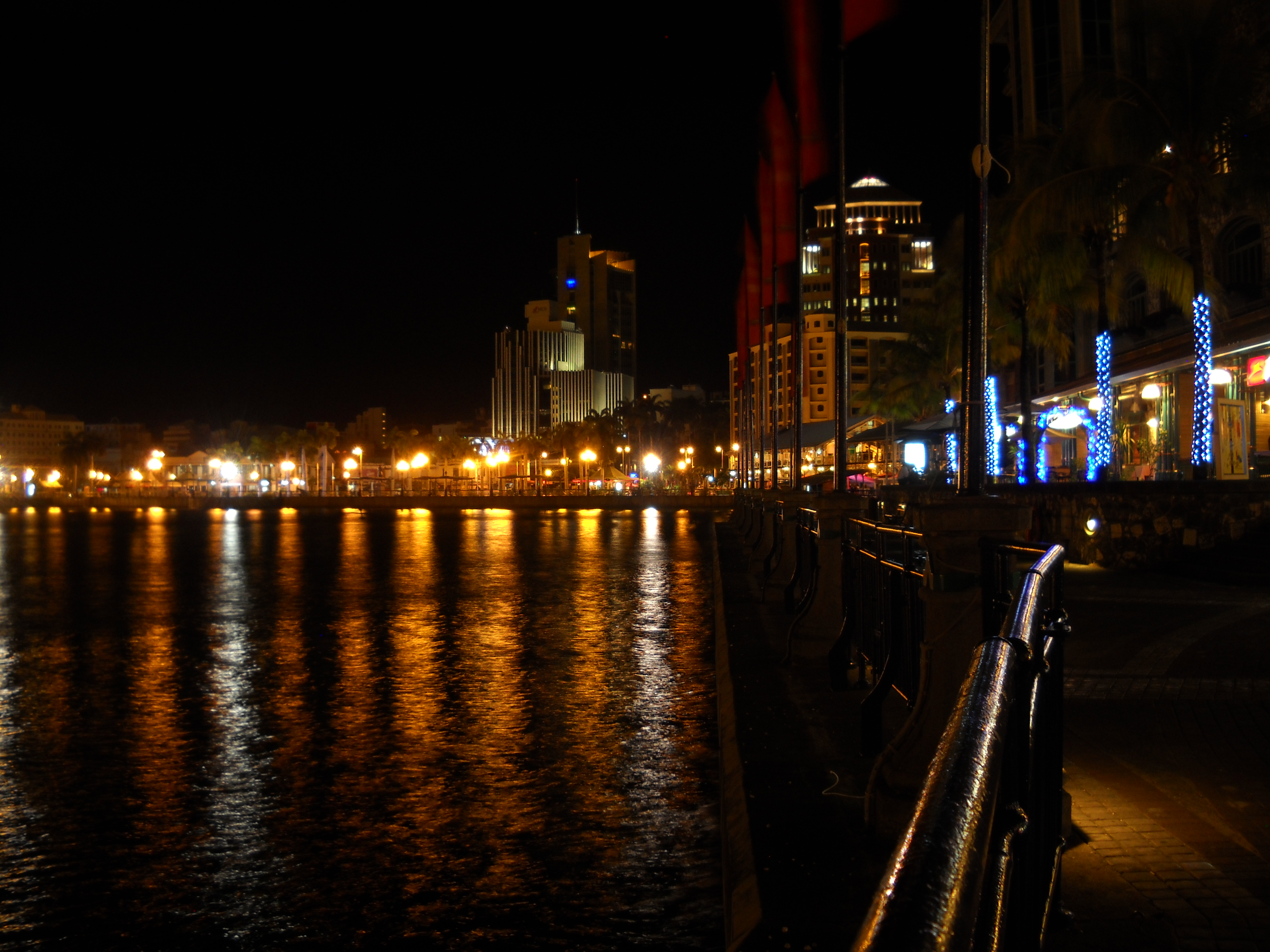
Порт-Луї вночі
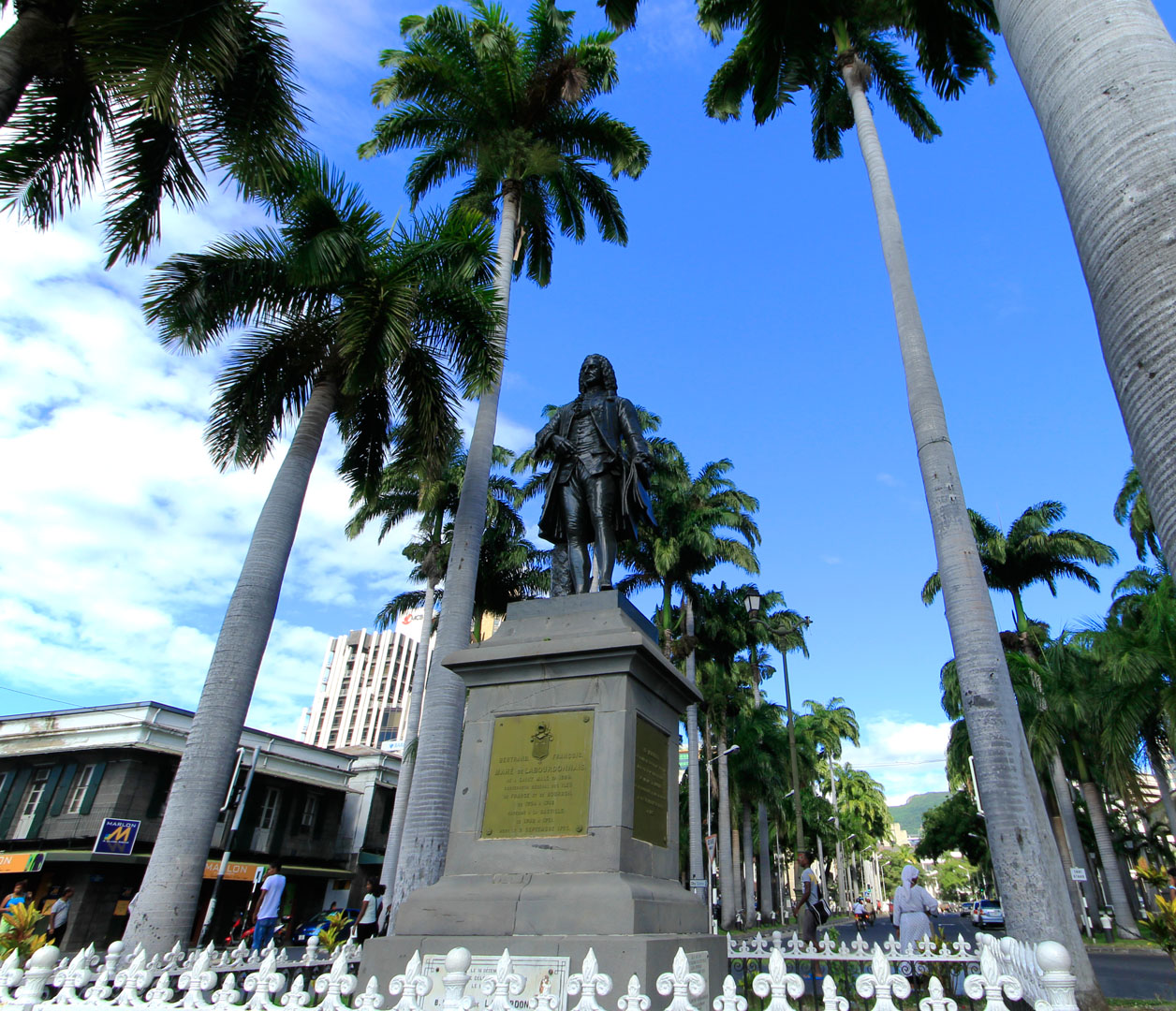
Пам'ятник Бернару де ля Бурдоне
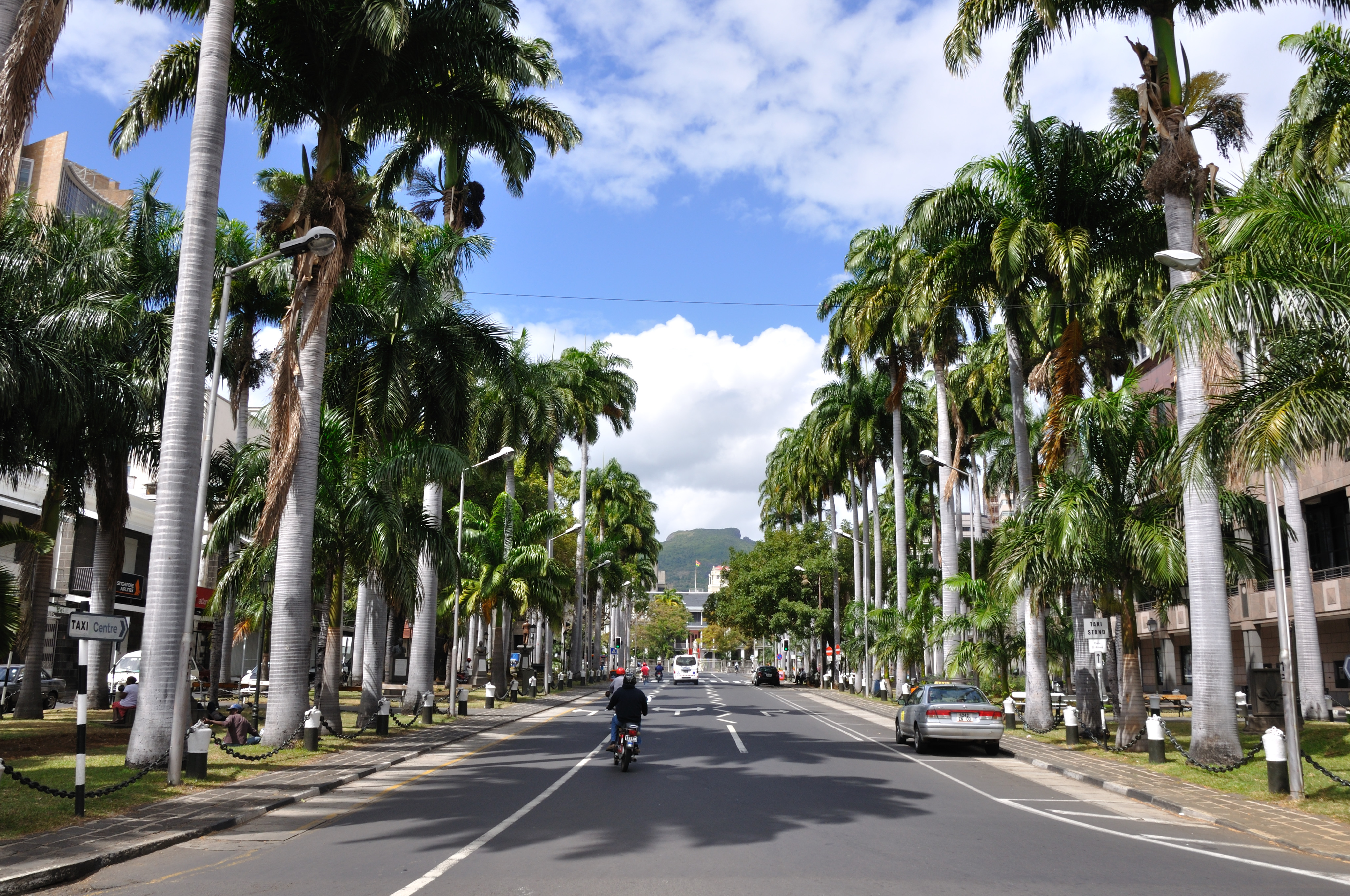
Інтенданс-стріт
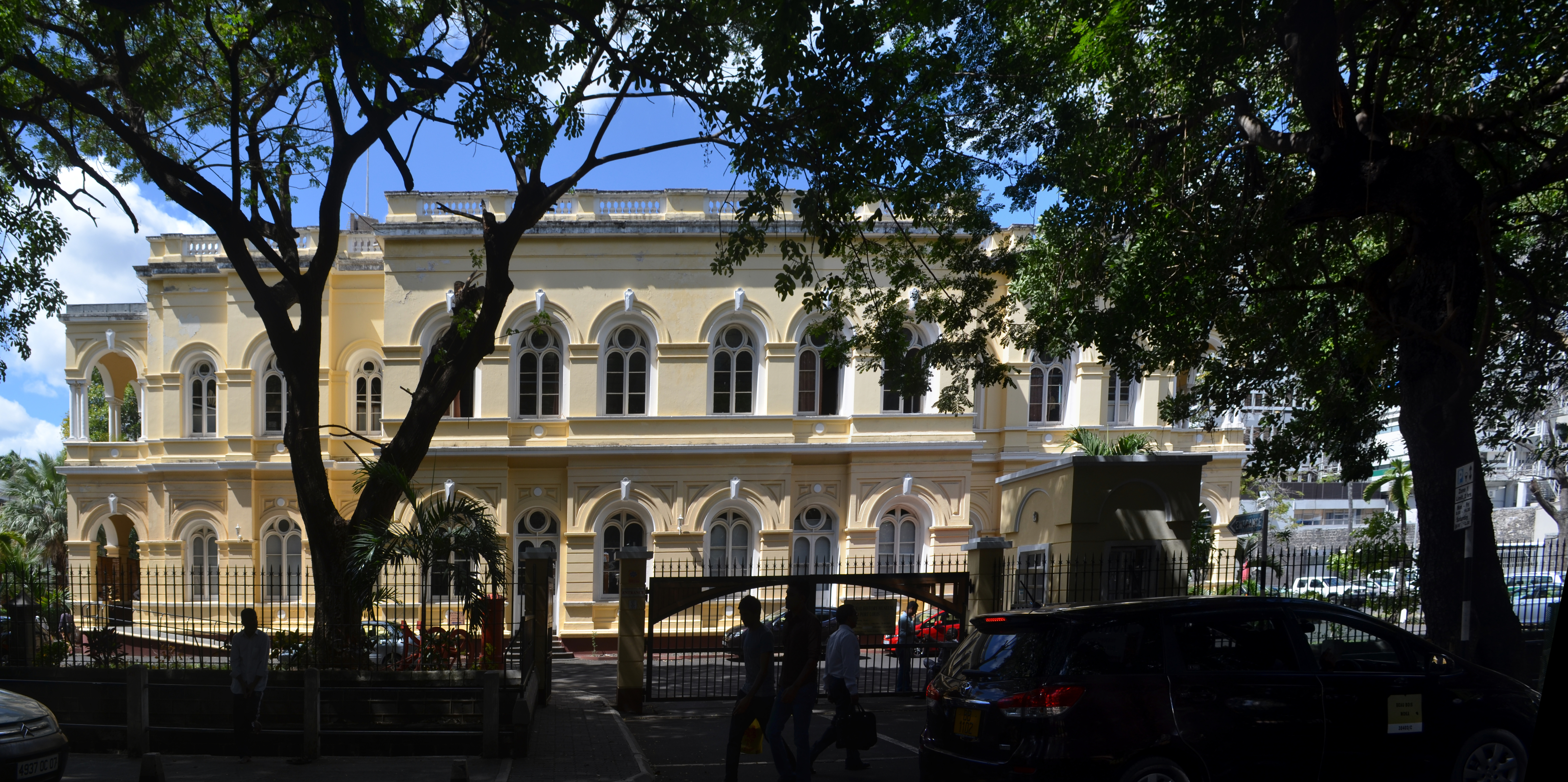
Інститут Маврикію
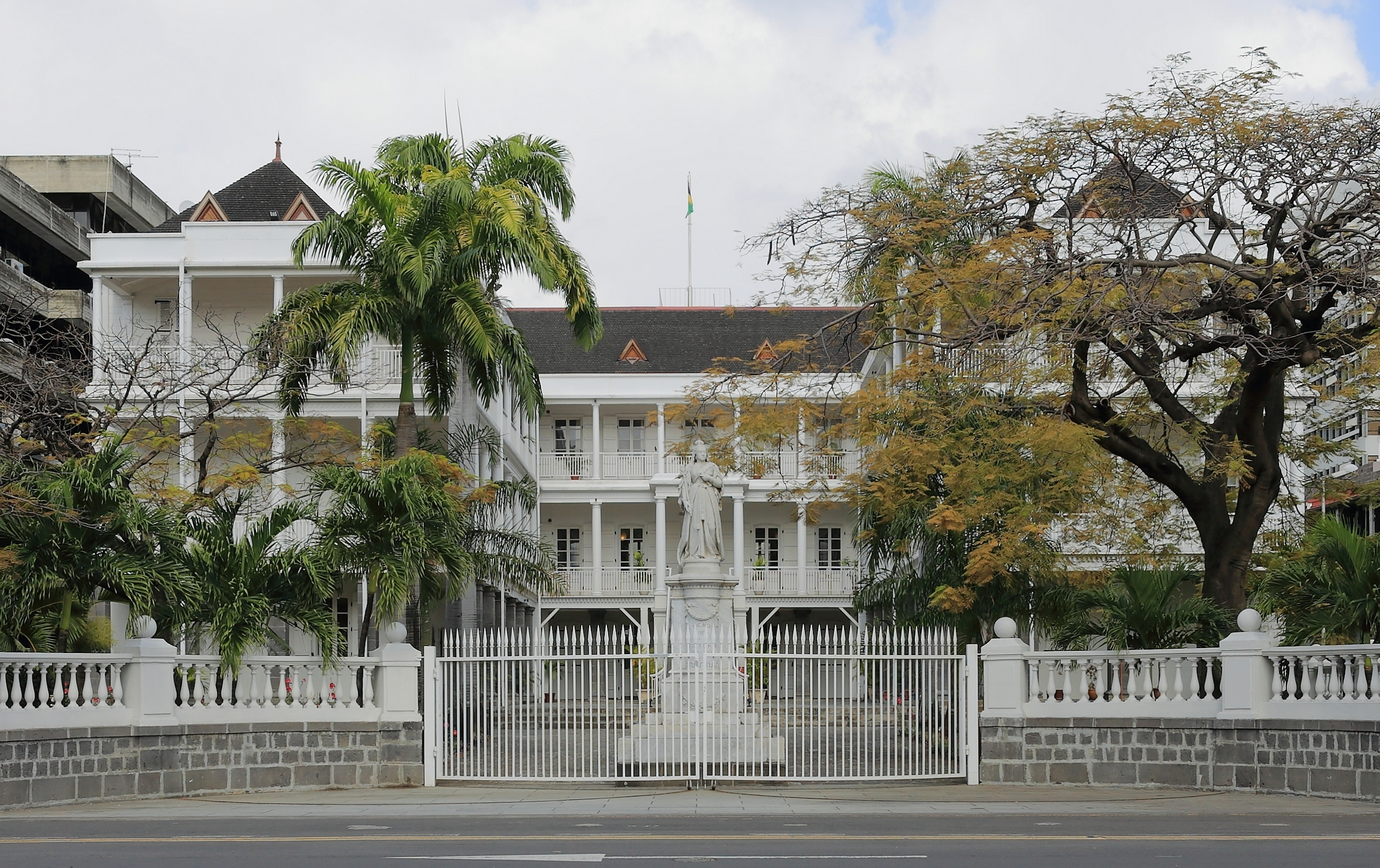
Будинок уряду, збудований 1738 року
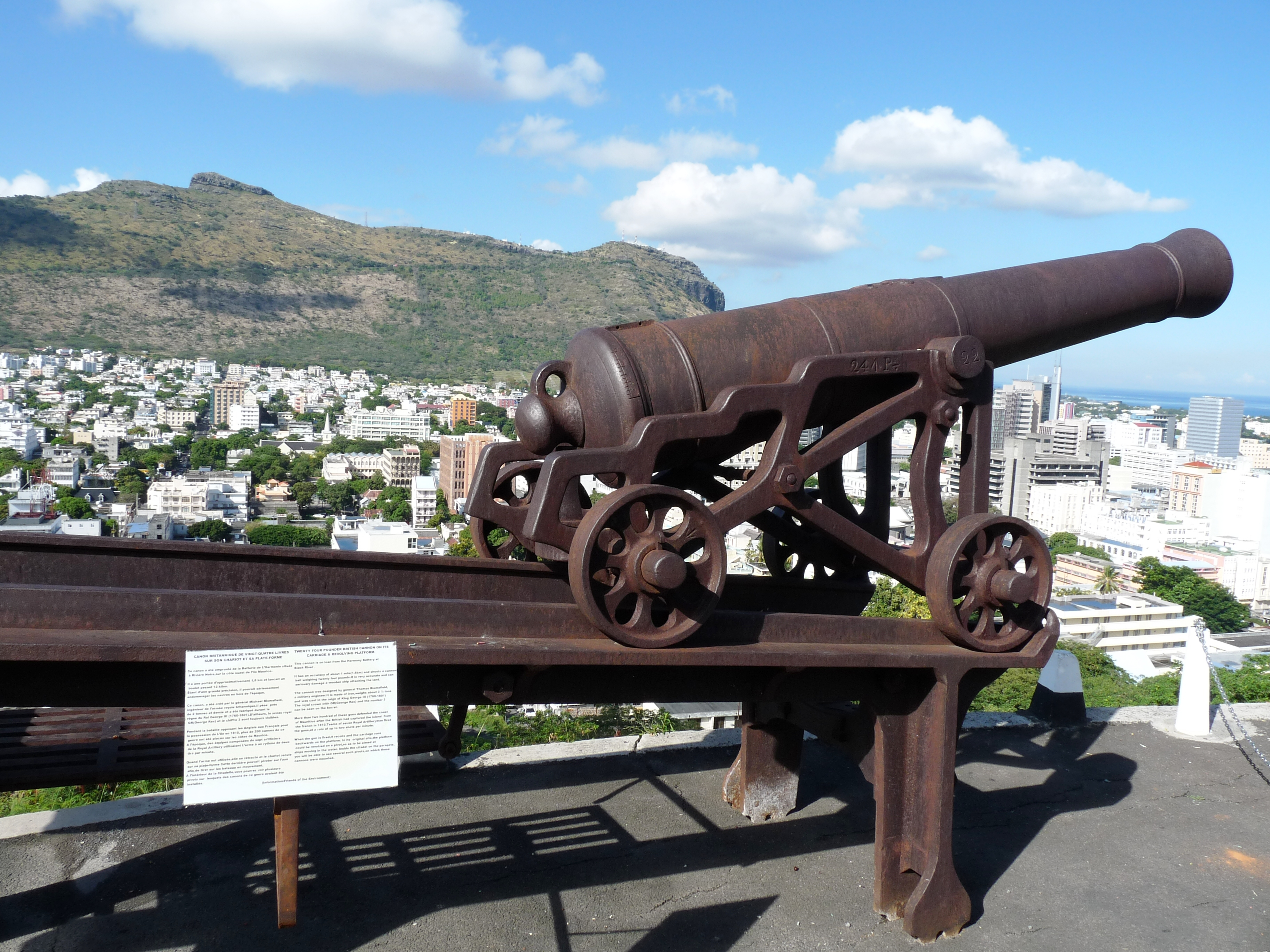
Стара гармата
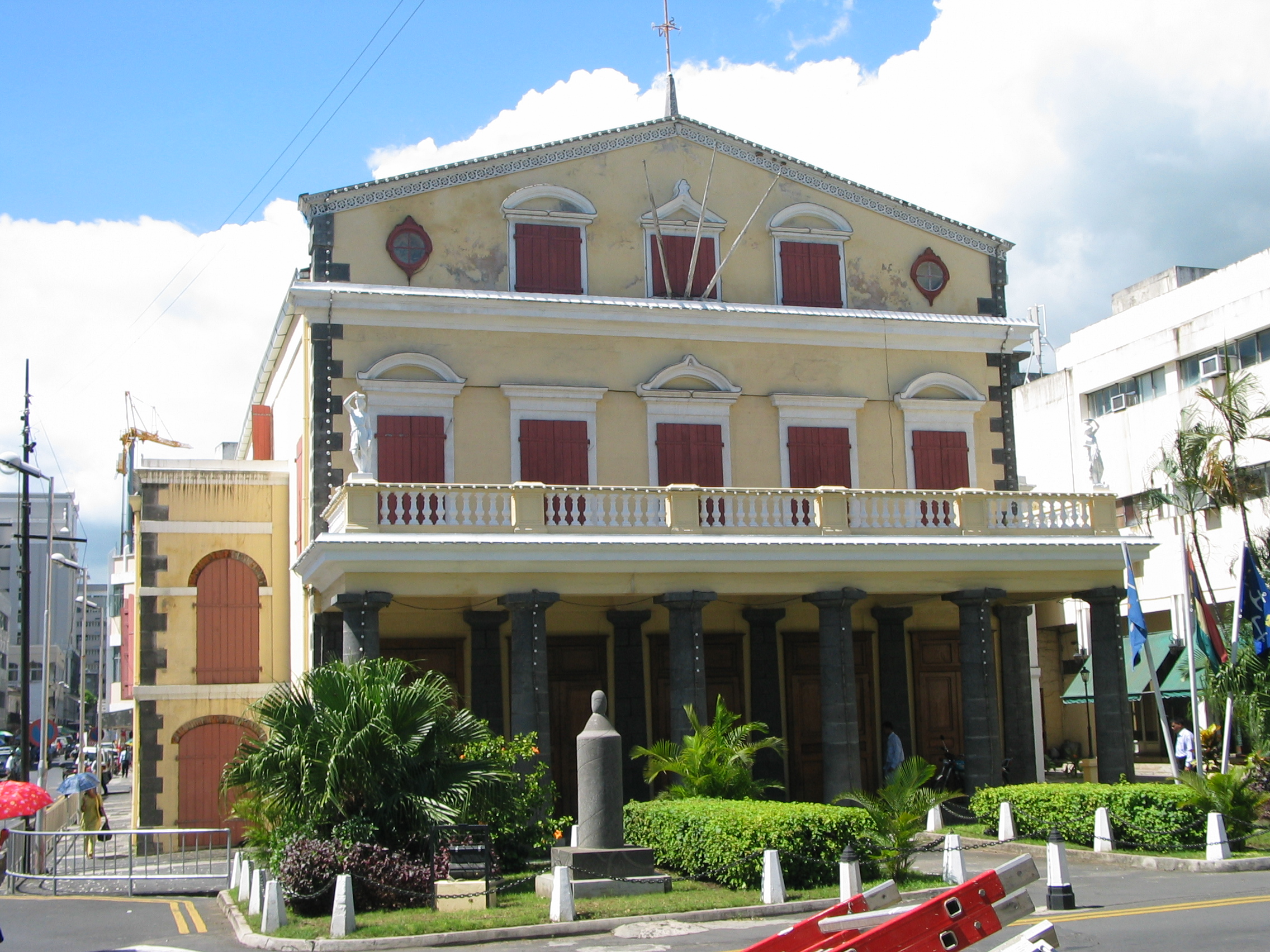
Театр
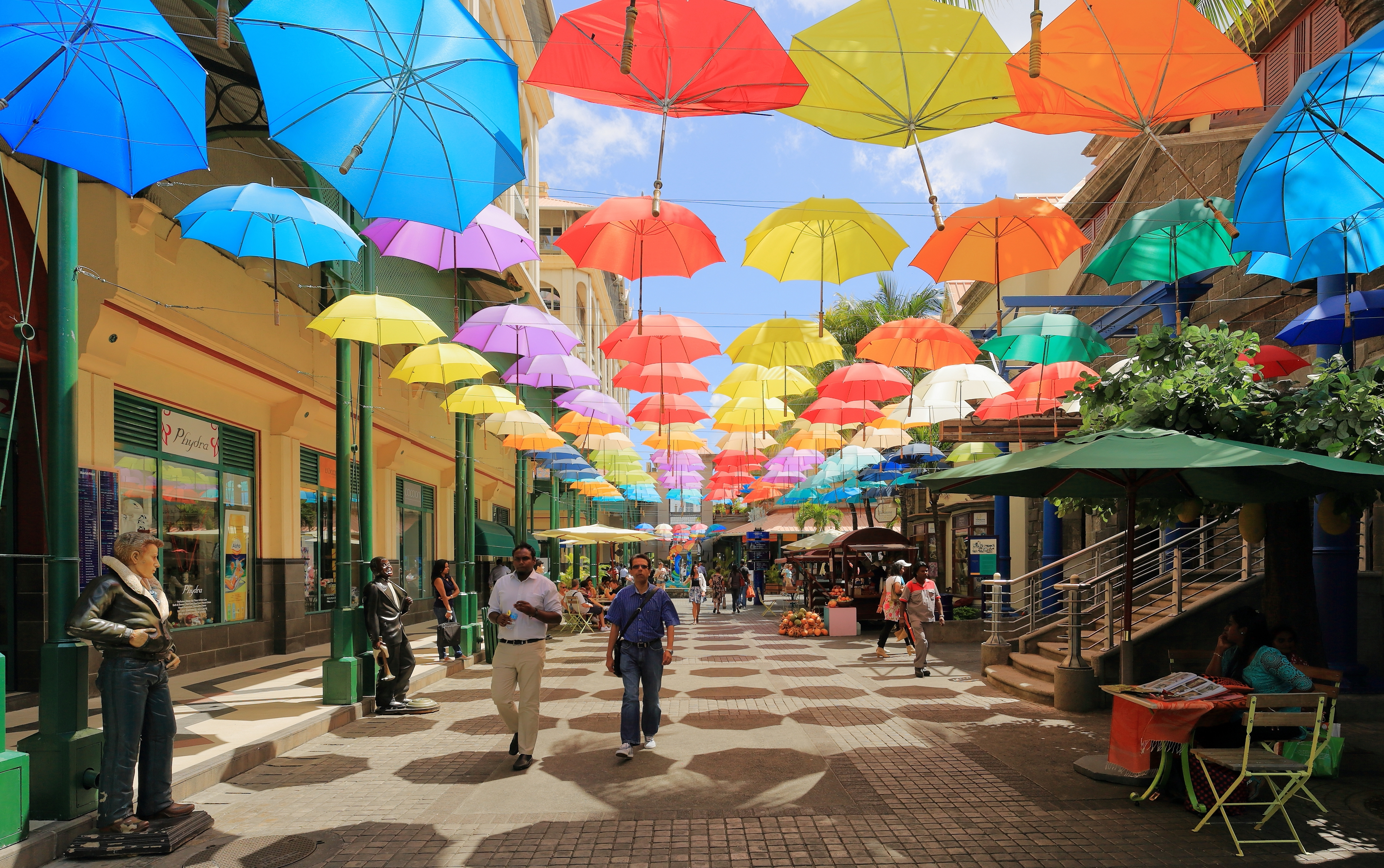
Різнокольорові парасольки, вивішені на торговій вулиці в Порт-Луї, Маврикій. Торговий центр Caudan Waterfront.
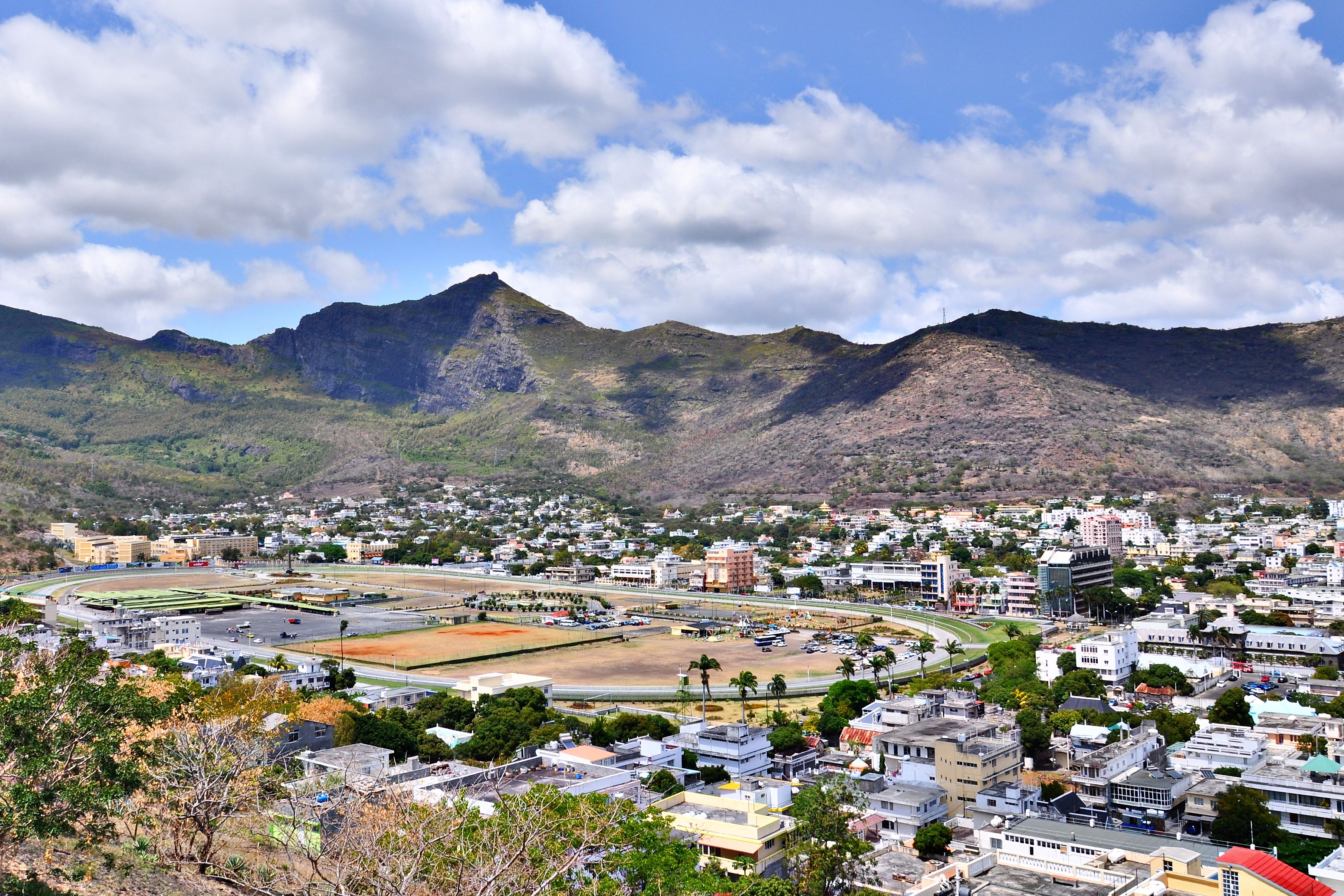
Іподром
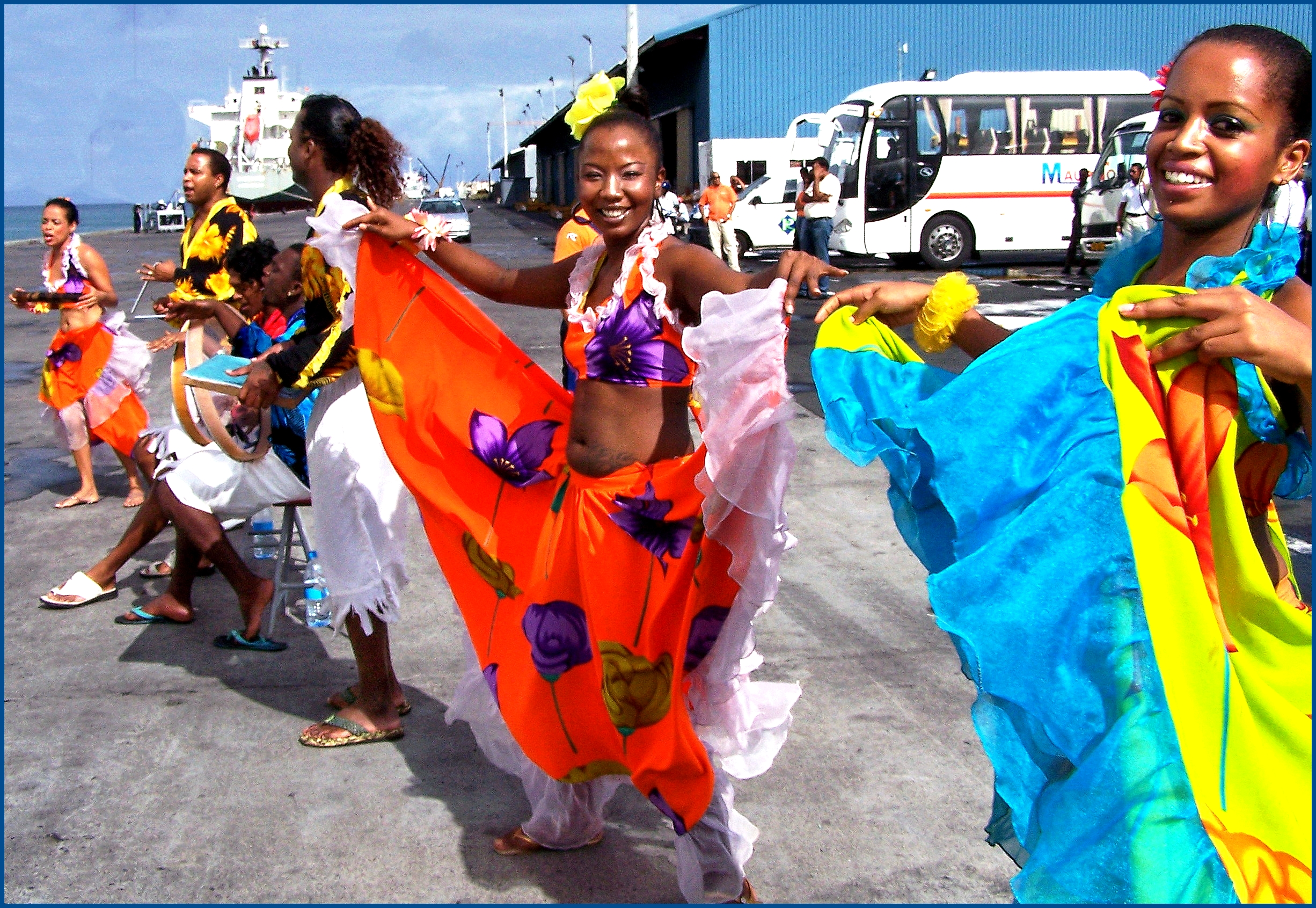
Костюмований концерт місцевих жителів